# 007/黄金銃を持つ男 (映画)
『007/黄金銃を持つ男』（ダブルオーセブン おうごんじゅうをもつおとこ、The Man with the Golden Gun）は、ガイ・ハミルトン監督の1974年のスパイ/アクション映画。イーオン・プロダクションズ製作の「ジェームズ・ボンド」シリーズ第9作目。原作はイアン・フレミングの同名の小説。

## ストーリー
イギリス秘密情報部にボンド（ロジャー・ムーア）の番号007が刻まれた黄金の銃弾が届く。それは「黄金銃を持つ男」の異名を持つ正体不明の殺し屋フランシスコ・スカラマンガ（クリストファー・リー）からの抹殺予告と思われた。自ら調査に乗り出したボンドはスカラマンガの銃から発射された黄金弾からマカオへ向かい、そこでスカラマンガの美しい愛人、アンドレア・アンダース（モード・アダムス）と出会う。実は銃弾を送ったのは、スカラマンガとの関係を清算するため、ボンドにスカラマンガを殺害させようと思いつめたアンドレアの偽装工作であった。
やがてボンドが別の作戦で探していた太陽光エネルギー変換装置「ソレックス・アジテーター」もスカラマンガが所有していることが判明。アンドレアはソレックス・アジテーターを持ち出してボンドに渡そうと試みるが、裏切りを察知したスカラマンガに殺されてしまう。スカラマンガに気付かれずにソレックスを手に入れたボンドはそれを助手のメアリー・グッドナイト（ブリット・エクランド）に預けるも、彼女は独断でスカラマンガを追跡しようとして、逆に拉致されてしまう。中国領海にある孤島へ連れ去られたグッドナイトを救出するべく、ボンドはMI6の指示によらない独断行動という形で単身現地へ向かう。スカラマンガはボンドを島内の超電導エネルギー施設に案内し、最先端の太陽光エネルギーシステムで従来の発電システムを駆逐し荒稼ぎするという計画を披歴すると、一対一の決闘を申し込む。

## スタッフ
- 監督 - ガイ・ハミルトン
- 製作 - ハリー・サルツマン、アルバート・R・ブロッコリ
- 脚本 - リチャード・メイボーム、トム・マンキーウィッツ
- 撮影 - テッド・ムーア、オズワルド・モリス
- 編集 - レイ・パウルトン、ジョン・シャーリー
- 主題歌 - ルル
- プロダクション・デザイン - ピーター・マートン
- 特殊効果 - ジョン・ステアズ
- 視覚効果 - デレク・メディングス
- メインタイトル・デザイン - モーリス・ビンダー

## キャスト
- ジェームズ・ボンド - ロジャー・ムーア

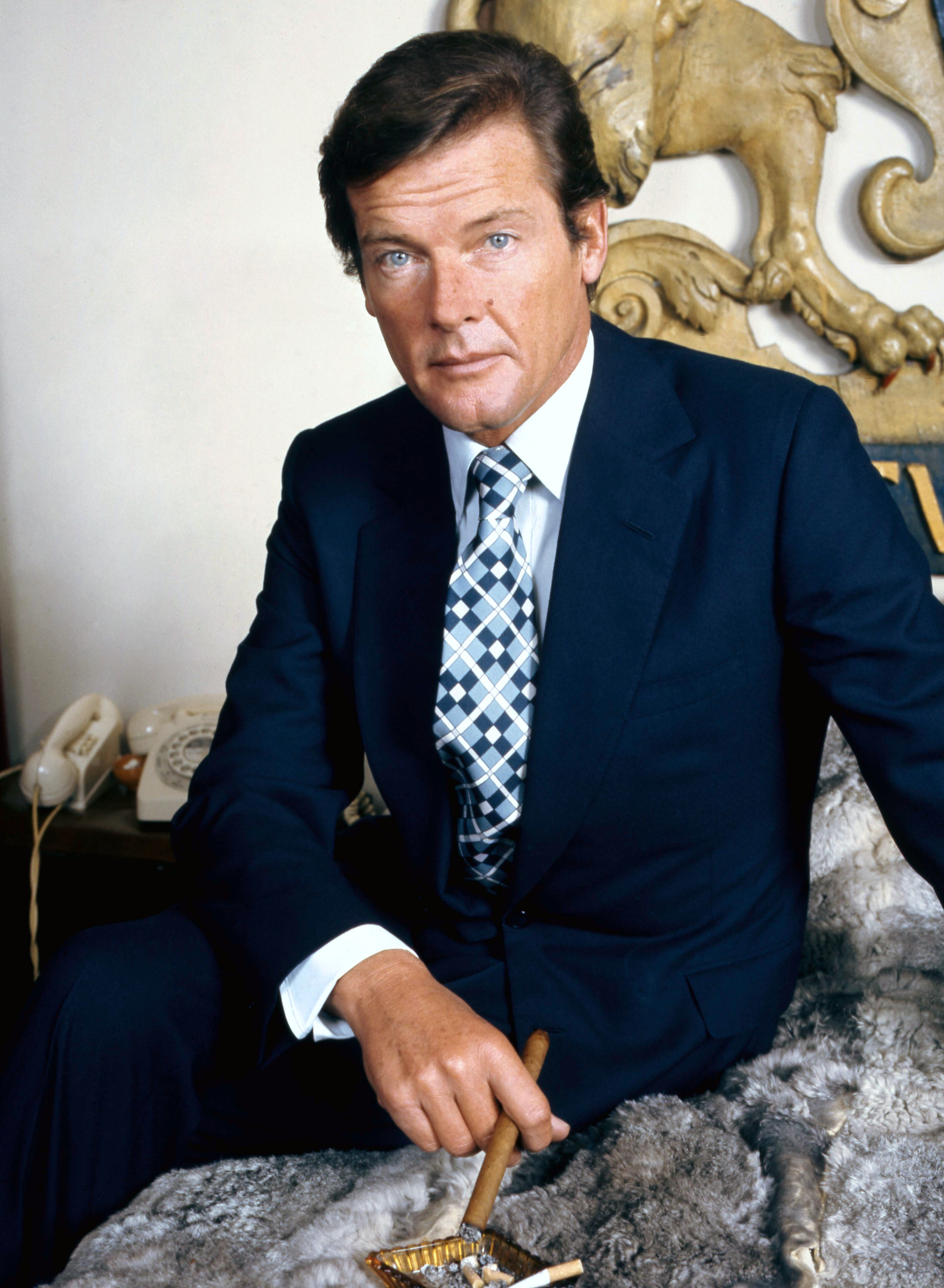
主人公のロジャー・ムーア

- メアリー・グッドナイト - ブリット・エクランド
- フランシスコ・スカラマンガ（英語版） - クリストファー・リー
- アンドレア・アンダース - モード・アダムス
- ペッパー保安官 - クリフトン・ジェームズ
- ニック・ナック - エルヴェ・ヴィルシェーズ
- ハイ・ファット - リチャード・ロー
- M - バーナード・リー
- Q - デスモンド・リュウェリン
- マネーペニー - ロイス・マクスウェル
- ヒップ中尉 - スーン＝テック・オー
- 幕僚本部長 - マイケル・グッドリフ
- ギブソン - ゴードン・エヴェレット
- ペッパー夫人 - ジェイ・シドフ
- 殺し屋 - マーク・ローレンス
- ラザー - マーン・メイトランド
- チュラ - ヤオ・リン・チェン
- サイーダ - カルメン・デュ・ソートイ
- ナラ - ユン・チウ

### ボンドガール
ブリット・エクランドは出身地を誤解されやすいが、実はスウェーデン出身である。

### 日本語吹替
| 役名                       | 俳優                      | TBS版      | ソフト版   |
| -------------------------- | ------------------------- | ---------- | ---------- |
| ジェームズ・ボンド         | ロジャー・ムーア          | 広川太一郎 | 広川太一郎 |
| メアリー・グッドナイト     | ブリット・エクランド      | 滝沢久美子 | 佐藤あかり |
| フランシスコ・スカラマンガ | クリストファー・リー      | 千葉耕市   | 佐々木梅治 |
| アンドレア・アンダース     | モード・アダムス          | 吉田理保子 | 亀井芳子   |
| M                          | バーナード・リー          | 今西正男   | 藤本譲     |
| マネーペニー               | ロイス・マクスウェル      | 花形恵子   | 泉裕子     |
| Q                          | デスモンド・リュウェリン  | 田中康郎   | 白熊寛嗣   |
| ペッパー保安官             | クリフトン・ジェームズ    | 滝口順平   | 宝亀克寿   |
| ニック・ナック             | エルヴェ・ヴィルシェーズ  | 辻村真人   | 宮澤正     |
| ハイ・ファット             | リチャード・ルー          | 藤本譲     | 伊藤和晃   |
| ヒップ                     | スーン＝テック・オー      | 小島敏彦   | 多田野曜平 |
| ラザー                     | マーン・メイトランド      | 伊井篤史   |            |
| コルソープ                 | ジェームズ・コシンズ      | 村松康雄   |            |
| サイダ                     | カルメン・ デュ・ソートイ | 榊原良子   |            |
| チュー・ミー               | フランソワーズ・テリー    | 吉川なが子 | 松浦チエ   |
| ロドニー                   | マーク・ローレンス        | 笹岡繁蔵   |            |
| フレージャー               | ジェラルド・ジェームズ    | 長堀芳夫   |            |
| 大尉                       | マイケル・オズボーン      | 広瀬正志   |            |
| ペッパー夫人               |                           | いわかね栄 |            |
| 中国軍将校                 |                           | 島香裕     |            |
| 物売りの少年               |                           | 菊池英博   | 山戸めぐみ |
| ワインウェイター           |                           | 谷口孝司   |            |

- TBS版 - 初回放送1982年4月5日（月）21:02-23:25 『月曜ロードショー』（本編約121分）※キングレコードから発売の特別版DVDに収録（正味約121分）。吹替欠落部分をDVD/BD版の音声で補完した「吹替完声版」も収録。

プロデューサー - 熊谷国雄、演出 - 佐藤敏夫、翻訳 - 木原たけし、選曲 - 重秀彦、効果 - 遠藤堯雄/桜井俊哉、調整 - 前田仁信、制作 - 東北新社/TBS、解説 - 荻昌弘
- ソフト版 - 2006年11月22日発売 DVD アルティメット・コレクション

その他声の出演︰佐々木睦、根本泰彦、吉田直子、園部好徳、一馬芳和
演出 - 福永莞爾、翻訳 - 佐藤一公、調整 - 金谷和美、制作 - 東北新社

## 主題歌
イギリスの女性シンガー、ルルが起用された。「黄金銃を持つ男」は、イギリスの「ミュージック・ウィーク」誌では、最高位3位を獲得し、前作以上のヒット、日本でも中ヒットとなったが、アメリカではチャート入りを果たせなかった。また、同サウンドトラック・アルバムもチャート入りを果たせなかった。
また、主題歌候補としてアリス・クーパーが「黄金銃を持つ男」を歌っているが、選考で敗れた。